# Ruins (japansk musikgrupp)
Ruins är en japansk musikgrupp vars enda genomgående medlem är trummisen, sångaren och huvudsaklige låtskrivaren Yoshida Tatsuya. Gruppen bildades 1985 och har sedan varit en duo bestående av Yoshida och olika basister: Kawamoto Hideki från 1985 till 1987, Kimoto Kazuyoshi från 1987 till 1990, Masuda Ryuichi 1991 till 1994 och Sasaki Hisashi från 1995 till 2004. Från 2004 består Ruins enbart av Yoshida, utan fast basist. 
Ruins musik kan beskrivas som en blandning av progrock och punk. Musiken är intensiv och snabb med mycket täta taktbyten och komplicerade låtstrukturer. Sången framförs på ett egenpåhittat "språk". 

## Diskografi i urval
- 1986 – Ruins (EP)
- 1988 – Ruins  (LP)
- 1990 – Stonehenge
- 1992 – Burning Stone
- 1995 – Hyderomastgroningem
- 1997 – Refusal Fossil
- 2000 – Pallaschtom
- 2002 – Tzomborgha
- 2002 – Dear Mamma (konsertinspelning från Uppsala 2001 med Lars Hollmer och Coste Apetrea, utgiven tillsammans med Samla Mammas Manna)